# Archaeomartus levis
Archaeomartus, Archaeomartus tuberculatus · Archaeomartidae
Famille
Genre
Espèce
Synonymes
- Archaeomartus tuberculatus Størmer, 1970

Archaeomartus levis, unique représentant du genre fossile Archaeomartus et de la famille des Archaeomartidae, est une espèce fossile d'arachnides de l'ordre des Trigonotarbida.

## Classification
L'espèce Archaeomartus levis et le genre Archaeomartus ont été décrits en 1970 par le paléontologue norvégien Leif Størmer (1905–1979),,.
La famille des Archaeomartidae a été créée en 2010 par Markus Poschmann (d) et Jason Andrew Dunlop,

### Fossiles
Selon Paleobiology Database en 2023, trois collections de fossiles sont référencées, du Dévonien en Allemagne, soit de 409 à 407,6 Ma avant notre ère. Ces collections sont issues du Westerwald, de la formation Nellenköpfchen (en) et des Nellen Koepfchen Beds près de Alken an der Mosel.

### Publications originales
- [L. Størmer, 1970] (en) L. Størmer, « Arthropods from the Lower Devonian (Lower Emsian) of Alken an der Mosel, Germany. Part 1: Arachnida », Senckenbergiana Lethaea, vol. 51(4),‎ 1970, p. 335-369 (lire en ligne).
- [Markus Poschmann et Jason A. Dunlop, 2010] (en) Markus Poschmann et Jason Andrew Dunlop, « Trigonotarbid arachnids from the Lower Devonian (Lower Emsian) of Alken an der Mosel (Rhineland-Palatinate, SW Germany) », Paläontologische Zeitschrift, vol. 84,‎ 2010, p. 467-484 (DOI 10.1007/s12542-010-0061-1, lire en ligne).